# Эре, Теа
Теа Эре (нем. Thea Ehre; родилась 19 декабря 1999, Вельс, Верхняя Австрия, Австрийская республика) — австрийская актриса и транс-активистка. Известна в первую очередь благодаря роли транс-женщины Лени в фильме Кристофа Хоххойслера «До конца ночи» (2023), за которую получила приз «Серебряный медведь» за лучшую роль второго плана на 73-м Берлинском кинофестивале .